# Frigide Barjot
Pour les articles homonymes, voir Tellenne et Barjot.
Virginie Tellenne, née Virginie Merle le 25 septembre 1962 à Boulogne-Billancourt et plus connue sous le pseudonyme de Frigide Barjot, est une personnalité médiatique française, connue à la fois comme humoriste et militante contre les droits LGBT.
D'abord connue pour son activité en tant que membre du groupe humoristique Les Jalons, spécialisé dans les parodies, happenings, canulars et pastiches, elle a été chroniqueuse télévisuelle et a écrit plusieurs livres. Dans les années 2010, elle s'est tournée vers des activités plus militantes, dans le cadre d'engagements politiques et religieux ; entre 2012 et 2013, elle a été la principale initiatrice des manifestations réunissant plusieurs dizaines de milliers de personnes et la première porte-parole du collectif La Manif pour tous, opposée alors au mariage des couples de même sexe et au changement de filiation en résultant.

## Biographie

### Premières années
Virginie Merle grandit au sein d'une famille conservatrice de la bourgeoisie lyonnaise. Son père, Jacques Merle, était directeur administratif de la clinique Saint-Maurice à Lyon, et sa mère était professeure de chant au conservatoire de musique de Lyon[réf. souhaitée].
Après des études à la faculté de droit de l'Université Jean Moulin Lyon III puis à l'Institut d'études politiques de Paris (section Service public, promotion 1987), elle travaille un temps pour la communication du RPR, dont elle s'éloignera par la suite, déçue par Jacques Chirac. Sur le plan politique, elle se présente comme « une républicaine gaulliste viscéralement attachée à [son] pays et à [ses] racines chrétiennes ».

### Une personnalité de la nuit parisienne et des médias
Habituée des fêtes et des événements mondains, elle fréquente depuis sa jeunesse avec assiduité divers lieux de la nuit parisienne, en particulier des cabarets gays ; elle se décrira comme une « fille à pédés » en réponse aux accusations d'homophobie qui lui seront adressées lors de la Manif Pour Tous.
Dans les années 1980, elle rencontre Basile de Koch, : ce dernier, alors collaborateur de Charles Pasqua, anime depuis la fin des années 1970, avec divers compères comme son beau-frère Karl Zéro, le groupe Jalons,, spécialisé dans les canulars et les publications parodiques. Rejoignant Jalons, Virginie Merle prend le pseudonyme de Frigide Barjot (calembour sur « Brigitte Bardot ») ; elle participe à la rédaction des divers livres et journaux publiés par le groupe. Elle devient la compagne de Basile de Koch, qu'elle épouse le 11 juin 1994, et avec qui elle a deux enfants. 
Durant les happenings organisés par Jalons, elle apparaît régulièrement en tant que chanteuse du groupe musical parodique Les Dead Pompidou's,. Le choix de ce nom se veut une référence à Georges Pompidou, ancien président de la République française, et aux Dead Kennedys.
Elle écrit plusieurs ouvrages humoristiques, dont J'élève mon mari ou Manuel de survie de la femme moderne. En mai 2011, elle publie chez Plon les Confessions d'une catho branchée, qui relatent sa conversion au catholicisme et son apprentissage de la foi.
En 2006, elle enregistre plusieurs chansons humoristiques en imitant la voix de Brigitte Bardot, dont l'une est intitulée Fais-moi l'amour avec deux doigts, ce qui ne manquera pas d'être exploité dans les polémiques autour de la Manif Pour Tous.
Au cinéma, elle fait de brèves apparitions dans trois films de Fabien Onteniente : Trois zéros (2002), People (2004) et Turf (2013).
Frigide Barjot est, entre 2001 et 2005, chroniqueuse régulière dans des émissions présentées par Laurent Ruquier sur France 2 (On a tout essayé) et sur Europe 1 (On va s'gêner). Elle participe également, en 2003, à l'émission Elles ont les moyens de vous faire parler, sur Téva. Elle perd sa place de chroniqueuse chez Laurent Ruquier quand, en pleine controverse sur le voile islamique, elle refuse d'apparaître déguisée en religieuse vendeuse de sex-toys dans un sketch qu'elle jugeait offensant pour les catholiques.
Durant des années, elle se produit régulièrement comme invitée, souvent en compagnie de son mari, dans des émissions de télévision ou de radio telles que C'est mon choix ou Tout le monde en parle,.

### Engagement religieux
Catholique néophyte, Frigide Barjot devient très fervente après un pèlerinage à Lourdes en 2004 ; elle n'hésite pas à affirmer sa foi sur les plateaux de télévision et, dès lors, à se proclamer « attachée de presse de Jésus ».
En 2009, elle défend le pape Benoît XVI dans les médias à propos de différentes polémiques concernant la levée des excommunications des évêques lefebvristes, les propos du pape sur la distribution de préservatifs et l'épidémie du SIDA, ou encore sur son voyage en Terre sainte. Elle a remis au pape au mois d'avril 2009 un manifeste de soutien contenant 32 000 signatures grâce au site « Benoît, j'ai confiance en toi »,.

### Engagement politique

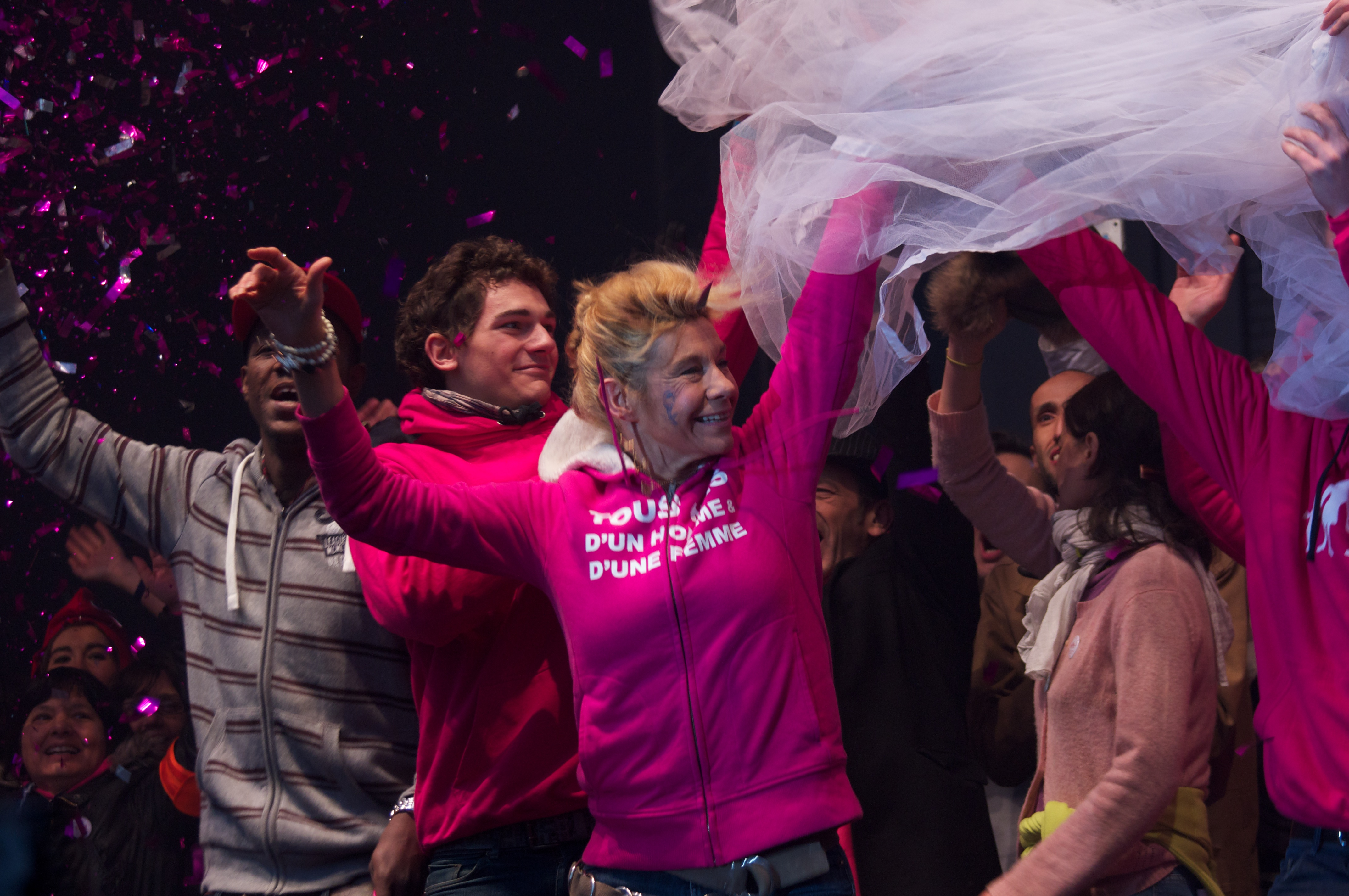
Entrée de Frigide Barjot à la tribune de la manifestation à Paris (France) contre le projet de loi ouvrant le mariage aux couples de personnes de même sexe, le 13 janvier 2013.

Longtemps admiratrice de Jacques Chirac, Frigide Barjot a travaillé pour le RPR en tant que professionnelle de la communication politique. Elle a été candidate aux élections municipales françaises de 2008 dans le 15e arrondissement de Paris, sur la liste divers droite menée par Gérard d'Aboville.
Le 27 mai 2012, elle crée le « Collectif pour l'humanité durable » qui entend lutter contre plusieurs engagements du président François Hollande. Dans son appel fondateur, le collectif dénonce spécifiquement les mesures visant à permettre le mariage filiatif entre personnes de même sexe, mais également la systématisation univoque de l'accès à l'IVG, le droit à l'euthanasie ou encore ce qu'elle perçoit comme le renforcement juridique d'une conception étroite et inégalitaire de la laïcité.
Dès septembre 2014, elle se lance dans le combat de soutien aux chrétiens d'Orient, persécutés par l'organisation État islamique. En 2016, elle s'oppose à la destruction de l'église Sainte-Rita de Paris. Elle soutient François Fillon lors de la primaire ouverte de la droite et du centre de 2016 et est présente au QG de campagne du candidat. Elle le soutient également pendant l'affaire Fillon.

#### La Manif pour tous
Du mois de novembre 2012 à mars 2013, elle initie et dirige la communication médiatique des manifestations d'opposition au projet de loi de mariage pour tous, à l'adoption pour les couples de même sexe en France, à la procréation médicalement assistée pour les couples de même sexe et pour la gestation pour autrui ; plusieurs d’entre elles rassemblent entre trois cent mille à trois cent soixante mille personnes selon les autorités et un million de personnes selon les organisateurs. Elle est, sur le plan médiatique, la principale des sept porte-paroles officiels du mouvement.
Quelques jours auparavant, interviewée dans l'émission Vous êtes en direct sur NRJ12, elle compare ce projet de loi « inhumain » au « mariage entre animaux ».
Elle est interviewée par Benoît Duquesne  dans l'émission Complément d'enquête le 29 novembre 2012 pour parler de son opposition au mariage des personnes de même sexe. Cet engagement contre la loi ouvrant le mariage aux couples de même sexe lui permet une médiatisation large sur divers plateaux télévisés comme On n'est pas couché sur France 2 (12 janvier 2013), Ce soir (ou jamais !) sur France 3, etc.

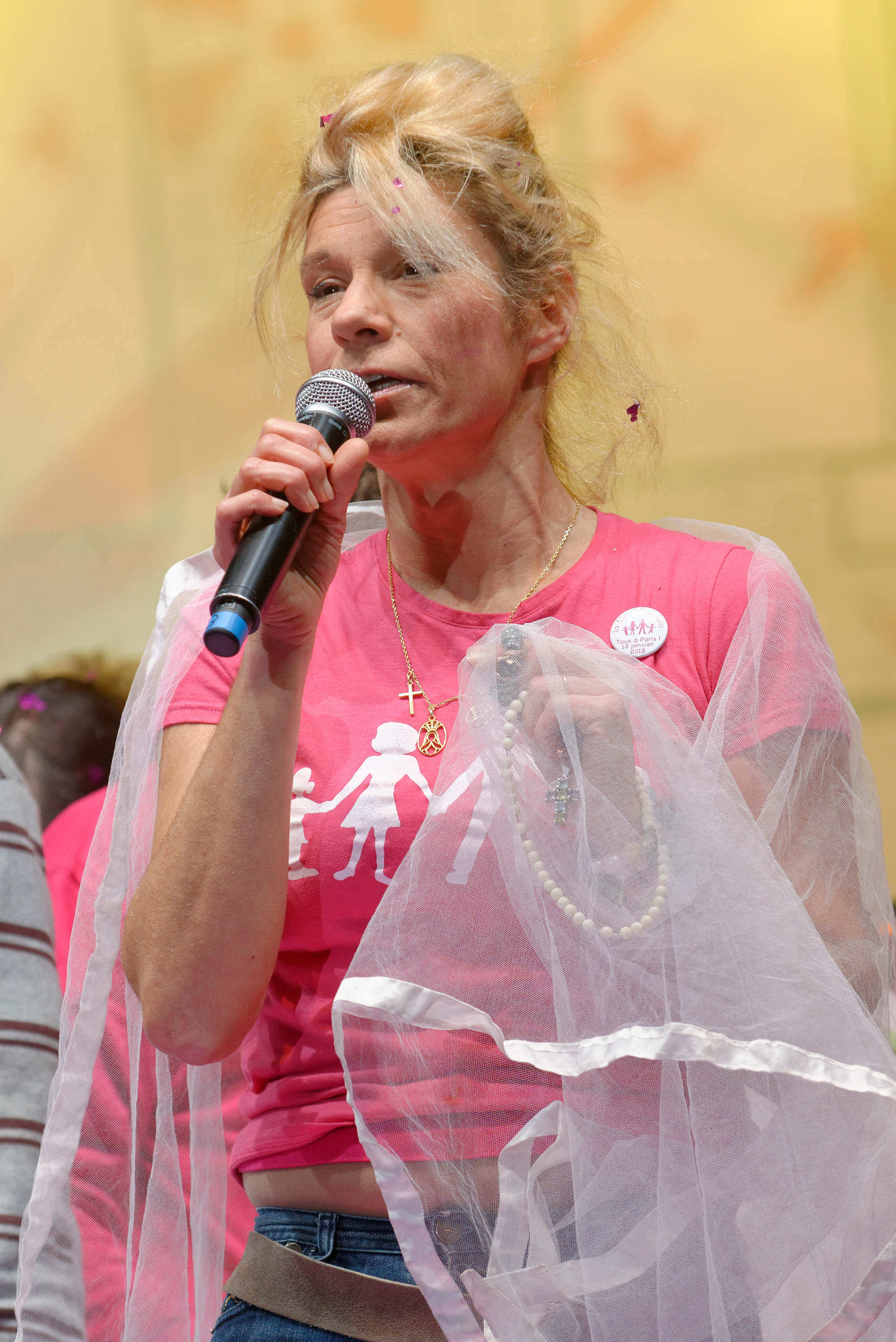
Frigide Barjot sur le podium de la manifestation du 13 janvier avec son voile de mariée.

Après la décision du gouvernement d'anticiper une nouvelle présentation du projet de loi devant le Parlement, Barjot estime vivre sous une « dictature » et annonce : « Hollande veut du sang, il en aura par sa faute ! »,,. Elle revient sur ce propos, reconnaissant s'être emportée après l'annonce du vote à main levée du Sénat sur la loi du mariage pour tous.
Elle annonce le 21 avril 2013 que le collectif La Manif pour tous va « investir le terrain électoral dès les prochaines élections municipales de 2014 », avec les listes ouvertes à tous ceux qui se sont battus contre le projet de loi de mariage pour tous.
Après l'adoption du projet de loi sur le mariage gay par l'Assemblée nationale le 23 avril 2013, Frigide Barjot défend l'idée d'une « union civile » pour les homosexuels. Elle reprend la proposition du député UMP Daniel Fasquelle faite en octobre 2012 et qui militait pour une alliance civile permettant aux couples homosexuels d'avoir les mêmes droits que ceux donnés par le mariage, à l'exception de l'adoption. Déjà en janvier 2013, Frigide Barjot affirmait qu'il était possible de « réfléchir à un nouveau type d'union » pour les homosexuels qui élèvent un ou des enfants, et de « donner des droits éducatifs » au couple gay mais en actant que l'enfant a un parent d'un autre sexe. Frigide Barjot affirmait également à ce sujet : « C'était déjà ma position il y a cinq ans, c'est pour ça que j'étais pour le PACS ».
Le dimanche 5 mai 2013, Frigide Barjot se rend à Lyon pour la manifestation anti-mariage gay la plus importante organisée ce jour-là et y prend la parole devant des milliers de participants. Elle explique que, selon elle, la seule façon d'influencer le Conseil constitutionnel qui va examiner la validité de la loi sur le mariage pour tous est de faire une proposition d'union civile. Mais son discours est très mal accueilli. Elle est soutenue par le député UMP Hervé Mariton, mais les soutiens dans la foule sont très minoritaires, tandis que les huées et les protestations s'enchaînent,, avec, entre autres, l'apparition d'une banderole « loi Taubira, union civile, mêmes dégâts ». Ceux qui s'opposent à Frigide Barjot estiment qu'une union civile finirait par conduire de toutes façons à la filiation,.
Le 22 mai 2013, quelques jours après la promulgation de la loi Taubira, Frigide Barjot affirme recevoir des menaces de mort de la part de militants d'extrême droite ; le 23 mai, elle affirme avoir reçu un mouchoir plein de sang, et le 24 mai des SMS disant « Tu ne parleras pas d'union civile ». Par ailleurs, elle déclare qu'elle est contestée au sein du mouvement et « plus vraiment à la tête du mouvement ». La presse la décrit comme étant débordée par les membres les plus conservateurs,,. L'AFP indique que son autorité était déjà contestée depuis fin mars 2013 : Béatrice Bourges, l'un des porte-parole du mouvement avait fait scission, devenant porte-parole du Printemps français, et appelant à des actions coup de poing, celles de Frigide Barjot étant jugées trop « bisounours ». L'avocat Frédéric Pichon, proche du Printemps français, affirme que Frigide Barjot « est mise en minorité dans son propre mouvement [...] elle n'est plus la bienvenue, donc elle se cherche une porte de sortie honorable et évoque des menaces imaginaires ».
Le 25 mai 2013, elle annonce qu'elle ne participera pas à la prochaine manifestation « compte tenu du climat de violence et de la surenchère » qu'elle affirme constater entre le gouvernement et le Printemps français, et elle déclare toujours recevoir des messages menaçants. Le 26 mai, Frigide Barjot quitte le mouvement et déclare que « la Manif pour tous a fait son temps »,. Les jours suivants, Ludovine de la Rochère, présidente de la « Manif pour tous », prend la place de Frigide Barjot,, et envisage un combat à long terme pour une abrogation totale de la loi Taubira. 
Le 29 mai 2013, Frigide Barjot annonce la création du mouvement « L'Avenir pour tous ». Elle demande aux candidats aux élections, notamment aux municipales de 2014, de « s’engager dans leur programme électoral à abroger la loi Taubira pour rétablir la norme supérieure de l’engendrement humain biologique ». Elle a pour objectif d'action politique de « soumettre par référendum au peuple français l’inscription du mariage et de la filiation comme la norme constitutionnelle » puis de remplacer la loi Taubira « devenue inconstitutionnelle par une loi d’union civile sans adoption plénière »,,,.
En novembre 2013, elle décide de soutenir Nathalie Kosciusko-Morizet, signataire en janvier d'un projet d'alliance civile pour les couples de même sexe, contre Anne Hidalgo, favorable à la PMA, ainsi que de fêter l'anniversaire de la première manifestation contre le changement de filiation lié à l'ouverture du mariage homme-femme aux couples homosexuels en France,. A cette occasion, afin de rassembler le plus largement possible, elle change le nom de son mouvement : « L'Avenir pour tous » devient « Le Mouvement pour Tous ».
Le 5 octobre, elle organise avec L'Avenir pour tous un forum citoyen en marge d'un nouveau défilé de La Manif pour tous, afin de recréer un espace de débat face à la radicalisation des positions de pro et anti-mariage gay. Elle indique à cette occasion qu'elle préfère désormais être appelée « Virginie Tellenne », commentant : « Frigide Barjot, c'était à l'époque où il fallait mobiliser dans la bonne humeur. Maintenant nous sommes entrés dans la phase politique de réforme de la loi ».

### Accusations d'homophobie
Le collectif la Manif pour tous dont elle a été présidente, première porte-parole, fondatrice et première égérie, est souvent accusé d'homophobie,,.
À titre individuel, certains de ses propos ont eux-mêmes suscité la polémique sans qu'il y ait de poursuite en justice. En novembre 2012, lors d'une émission de Jean-Marc Morandini, elle compare ainsi le projet de loi ouvrant le mariage aux homosexuels au « mariage entre des animaux »,.
En avril 2013, elle perd le procès en son nom et celui du collectif qu'elle représente contre le sénateur Jean-Pierre Michel, qui avait qualifié la Manif pour tous de « la pire des homophobies ».
À la fin de l'année 2013, elle est élue 5e personnalité la plus homophobe de la planète par le magazine LGBT américain Advocate, derrière par exemple Vladimir Poutine,.
Dès l'année 2014, elle s'excusera dans plusieurs médias de l'homophobie que son collectif a engendrée,.

### Expulsion de son logement
La famille Tellenne habite jusqu'en 2014 deux appartements reliés en 2001 et situés dans le 15e arrondissement de Paris. En juin 2013, à la suite des révélations du Figaro, la Régie immobilière de la ville de Paris (RIVP) demande l'expulsion de Frigide Barjot et de sa famille du logement social de la mairie de Paris qu'ils occupent. La société Jalons y est domiciliée illégalement par le couple. Frigide Barjot dénonce, comme son époux, une décision à caractère politique, qu'elle juge liée à ses engagements au sein de La Manif pour tous. L'expulsion est ordonnée le 30 octobre 2013. Malgré l'appel que le couple interjette, il quitte son logement le 29 octobre 2014, jugeant qu'il subit là « le contre-coup d'un mouvement monumental ». En 2021, la Mairie de Paris inaugure dans le même appartement une colocation gérée par l’association Balisiade, permettant de loger huit personnes LGBT précaires,.

## Publications
- J'élève mon mari, éditions Jean-Claude Lattès, 2001  (ISBN 2-7096-2234-3)
- J'éduque mes parents[69] (avec Basile de Koch), éditions Jean-Claude Lattès, 2004
- Manuel de survie de la femme moderne[70] (avec Basile de Koch et Luc Cornillon), Presses de la Renaissance, 2007  (ISBN 978-2-750-90331-2)
- Le Manifeste foutiste : traité de sagesse à l'usage des petits et des glands (avec Basile de Koch), éditions Jean-Claude Lattès, 2000  (ISBN 2-709-62125-8)
- Confessions d'une catho branchée, éditions Plon, 2011  (ISBN 978-2-259-21307-3)[12]
- Touche pas à mon sexe, contre le « mariage » gay, éditions Mordicus[71], 2013  (ISBN 978-2-918-41459-9) Le livre a été retiré de la vente à cause de son titre déjà utilisé[72].
- Qui suis-je pour juger ? Confession d'une catho républicaine, édition Salvator, 2014  (ISBN 9782706710940)[73]